# Manfred Holz
Manfred Holz (* 25. Juli 1938 in Ludwigshafen am Rhein; † 22. Oktober 2014) war ein deutscher Physiker.

## Leben
Manfred Holz war der Sohn von Paul und Berta Holz, geb. Mietzner, und älterer Bruder des Malers Werner Holz. Er wuchs in Hettenleidelheim (Pfalz) auf. Nach dem Besuch des naturwissenschaftlichen Gymnasiums in Frankenthal studierte er Physik an der Universität Karlsruhe, dem heutigen Karlsruher Institut für Technologie (KIT). In seiner Diplomarbeit bei Günther Laukien konzipierte und realisierte Holz einen „quarzkontrollierten Impulsprogrammgenerator“ für Kernspinresonanz-Geräte (NMR). Holz baute somit das erste NMR-Impulsspektrometer, in dem alle Messzeiten und Senderfrequenzen voll synchronisiert sind. Dieses Konzept wurde zur wichtigen apparativen Grundlage der modernen Kernspinresonanz- und damit auch Magnetresonanztomographie-Geräte.
In dem von Laukien gegründeten Unternehmen Bruker entwickelte Holz – in einer Gruppe, zusammen mit seinem Kollegen Bertold Knüttel – das weltweit erste kommerziell erhältliche Kernspinresonanz-Impulsspektrometer.
Seit 1970 war Holz am Institut für Physikalische Chemie der Universität Karlsruhe tätig. Dort wurde Manfred Holz bei Hermann Gerhard Hertz mit einer Dissertation über die Anwendung von NMR-Relaxation auf Fragestellungen der hydrophoben Effekte promoviert. Anschließend arbeitete Holz als Akademischer Direktor mit Hertz in Forschung und Lehre zusammen. Nach der Emeritierung von Hertz im Oktober 1990 übernahm Holz die Leitung des NMR-Labors am Institut für Physikalische Chemie der Universität Karlsruhe. Diese Leitungsaufgabe hatte er bis 2001 inne. In einem Projekt innerhalb der Forschergruppe, die von der Deutschen Forschungsgemeinschaft gefördert wurde, ging es um die Einführung von NMR-Methoden, wie die MRT in die Ingenieurwissenschaften.
Seit 1966 lebte Manfred Holz in Durmersheim in Baden. Von 2005 bis 2014 war er ehrenamtlicher Wikipedia-Autor.

## Forschungsgebiete
Holz beschäftigte sich in der Hauptsache mit der apparativen und methodischen Entwicklung sowie der Anwendung der kernmagnetischen Resonanz (NMR-Spektroskopie), welche auch die Grundlage der Magnetresonanztomographie ist. Die Untersuchung der Mikrostruktur, der Mikrodynamik und dynamischer Isotopeneffekte von Flüssigkeiten und Elektrolytlösungen stellte eines der Hauptanwendungsgebiete dar. Die genaue Messung von Selbstdiffusionskoeffizienten von Flüssigkeiten, wie z. B. von Wasser, mittels Feldgradienten-NMR war ebenfalls ein wichtiger Teil seiner Forschungsarbeit. Methodische Entwicklungsarbeit hat er auch auf dem Gebiet der Feldgradienten-NMR geleistet und dabei das Gebiet der Elektrophoretischen NMR (ENMR) begründet, mittels der z. B. die Wanderung von Ionen in porösen Systemen kontaktfrei gemessen werden kann. Einen großen Teil seiner Forschungsarbeit widmete er den in den Lebenswissenschaften bedeutsamen Phänomenen hydrophober Effekte.
Die Ergebnisse seiner wissenschaftlichen Arbeiten sind in mehr als einhundert Veröffentlichungen dargestellt.